# Maria de Fátima Silva de Sequeira Dias
Maria de Fátima Silva de Sequeira Dias (Ponta Delgada, 12 de outubro de 1958 - Ponta Delgada, 7 de janeiro de 2013) foi uma historiadora, escritora e académica açoriana. Exerceu o cargo de professora no Departamento de Gestão e Economia da Universidade dos Açores. Era especialista em História dos Açores.

## Biografia
Recebeu o seu bacharelado, mestrado e doutoramento pela Universidade dos Açores. A sua tese de doutoramento em 1983, em História Económica, "Uma estratégia de sucesso numa economia periférica. A casa Bensaude e os Açores 1800-1873", com foco nos Bensaude, uma proeminente família empresarial açoriana, ganhou o "Recent Doctoral Research In Economy History Award". Sequeira Dias também realizou trabalhos de pós-doutoramento em universidades por toda a Europa, incluindo o Institut d'Études Européens na Université libre de Bruxelles, a Faculdade de Ciências Humanas da Universidade Nova de Lisboa, o Instituto de História Económica da Norwegian School of Economics and Business, e do Centre d'Économie Internationale da Universidade de Genebra.
Muito da sua pesquisa centrou-se na história dos Açores, com destaque para a história do judaísmo no arquipélago, assim como a influência da população judaica sobre o desenvolvimento económico das ilhas.
À época de seu falecimento, realizava pesquisas para os seus dois próximos livros: uma biografia de José de Almeida, então líder da Frente de Libertação dos Açores (FLA), e um estudo sobre a introdução da eletricidade nos Açores.

## Obra
- Fábrica de Tabaco Micaelense - 145 anos, 1866-2011 (2011)
- SAAGA – 40 anos de História (2009)
- Os Açores na História de Portugal, séculos XIX e XX (2008)
- António Costa Santos: uma vida ao serviço dos Açores (2007)
- Indiferentes à Diferença. Os judeus nos Açores nos séculos XIX e XX (2007)
- O Ateneu Comercial de Ponta Delgada - cem anos na promoção cívica dos empresários micaelenses (2005)
- Em defesa dos interesses empresariais desde 1835 (2002)
- Uma Estratégia de Sucesso numa Economia Periférica. A Casa Bensaude e os Açores 1800-1871 (1999)
- Diário de Navegação. 50 anos de operação da SATA (1997)
- Uma estratégia de sucesso numa economia periférica. A casa Bensaude e os Açores. 1800-1873 (1996)
- Ponta Delgada - 450 anos de cidade (1996)
- A Fábrica do Tabaco Micaelense, 1866-1995 (1995)
- Escritos sobre História das Mulheres (1995)